# Coalition ålandaise
 (août 2024).
La Coalition ålandaise (en suédois, Åländsk Samling) est une coalition électorale qui se constitue à chaque élection législative, depuis 1948, pour représenter la province d'Åland à l'Eduskunta, le parlement finlandais. Elle obtient l'élection d'un député, au scrutin majoritaire, lors de chaque élection législative depuis lors. Ce député siège dans le même groupe parlementaire que le SFP, le parti suédophone.

## Élu
Mats Löfström, du Centre ålandais, est élu député de la Coalition en 2015, puis réélu en 2019.